# ネットワーク応用通信研究所
株式会社ネットワーク応用通信研究所（ネットワークおうようつうしんけんきゅうじょ、英: Network Applied Communication Laboratory Ltd.）は、島根県松江市に本社を置くシステムインテグレーター。オープンソースソフトウェア（OSS）の開発やOSSを利用したソフトウェア、システムの開発を行っている。略称は「NaCl」。なお、福岡県福岡市に「株式会社ネットワーク応用技術研究所」（ネットワークおうようぎじゅつけんきゅうじょ、NETWORK APPLICATION ENGINEERING LABORATORIES LTD.）という似た社名のシステムインテグレーターがある（こちらの略称は「NAL」）が、関係は一切ない。公式ウェブサイトのドメインも似ているので注意を要する。

## 概要
OSSを利用した日本医師会（日医）の日医標準レセプトソフトの開発、行政機関向けのコンテンツ管理システム（CMS）である島根県CMS (Ruby on Rails) の開発などを手がけた。
プログラム言語「Ruby」の開発者として知られるまつもとゆきひろも在籍している。2006年7月にしまねOSS協議会が発足し、その発起メンバー。

### メンバー
- まつもとゆきひろ
- 前田修吾
- 後藤裕蔵
- 高尾宏治
- 西田雄也

### 拠点
- 本社

島根県松江市学園南二丁目12番5号 HOYOパークサイドビル2F
- 東京支社

東京都千代田区外神田5-6-12 コーワビル3 2F

## 関連企業
- Rubyアソシエーション
- システム工房エム - 同社サイトは島根県CMS製。

### Twitter
- Hiroshi Inoue (NaCl) on Twitter - 井上。
- Yukihiro Matsumoto (yukihiro_matz) on Twitter - まつもと。
- Shugo Maeda (shugomaeda) on Twitter - 前田。
- 高尾宏治 (takaokouji) on Twitter - 高尾。
- 西田雄也 (nishidayuya) on Twitter - 西田。